# Королёвская поселковая община
Королёвская поселковая общи́на (укр. Королівська селищна громада) — территориальная община в Береговском районе Закарпатской области Украины.
Административный центр — посёлок Королёво.
Население составляет 22 802 человека. Площадь — 118 км².

## Населённые пункты
В состав общины входит 1 посёлок (Королёво) и 8 сёл:
- Веряца
- Горбки
- Новоселица
- Сасово
- Теково
- Гудя
- Хижа
- Черна